# 櫛田村 (富山県)
櫛田村（くしたむら）は、かつて富山県射水郡にあった村。現在は射水市（旧・大門町）の西南部に位置する櫛田地区となっている。

## 沿革
- 1889年（明治22年）4月1日 - 町村制の施行により、射水郡串田村、串田新村、串田新出村、円池村、円池新村、布目沢村、小泉村及び生源寺新村の区域の一部の区域をもって、射水郡櫛田村が発足する。
- 1954年（昭和29年）3月1日 - 射水郡大門町、浅井村、櫛田村、水戸田村及び二口村が合併して、射水郡大門町が発足する。合併時点での人口は3,077人、世帯数は520戸[1]。